# Inga latipes
Inga latipes là một loài rau đậu thuộc họ Fabaceae.
Loài này chỉ có ở Costa Rica.